# Osamu Dazai

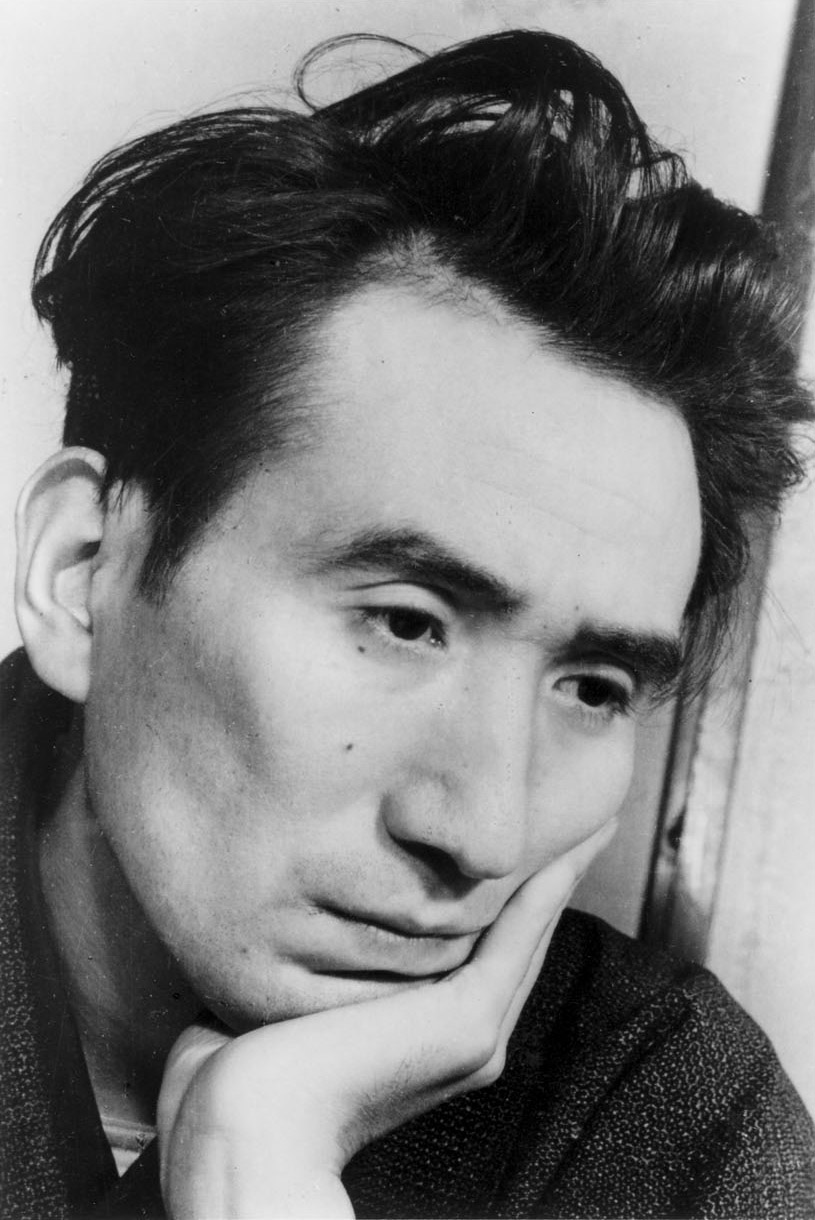
Dasai Osamu

In deze Japanse naam is Dazai de geslachtsnaam.
Osamu Dazai (Japans: 太宰治, Dazai Osamu) (Goshogawara, 19 juni 1909 - Tokio, 13 juni 1948) is een van de bekendste Japanse fictieschrijvers van de twintigste eeuw. Hij staat bekend om zijn ironie, zijn briljante fantasie en zijn zelfmoordpogingen.

## Biografie

### Vroege Leven
Osamu Dazai werd geboren als tiende van elf kinderen onder de naam Shuji Tsushima  (津島修治, Tsushima Shuji). Hij was het achtste kind van een rijke grondbezitter en politicus in Kanagi, het huidige Goshogawara, dat overleefde. Zijn vader was vaak weg vanwege zijn politieke carrière en zijn moeder was chronisch ziek na elf kinderen op de wereld te hebben gebracht. Om die reden werd hij grootgebracht door de vele bedienden.
Shuji ging eerst naar een kostschool in Aomori en later naar een in Hirosaki. Als student was hij zeer leergierig en al snel kon hij heel goed schrijven. Hij verbeterde studentenpublicaties en schreef ook eigen werken. Zijn leven veranderde drastisch toen zijn idool Akutagawa Ryunosuke zelfmoord pleegde in 1927. Shuji begon zijn studies te negeren en geld uit te geven aan kleren, alcohol en prostituees. Daarbovenop begon hij zich bezig te houden met het marxisme, dat in die tijd zwaar werd onderdrukt door de overheid. Uit faalangst voor de eindexamens probeerde hij zelfmoord te plegen door slaappillen in te nemen. Hij overleefde en een jaar later slaagde hij voor zijn schoolexamen.
Shuji ging daarna Franse literatuur studeren aan de Universiteit van Tokio. Het was rond die tijd dat hij de geisha Hatsuyo Oyama ontmoette. Vervolgens liep hij met haar weg. Zijn familie vond het een schande en onterfde hem. Negen dagen nadat hij onterfd was, probeerde hij zelfmoord te plegen samen met een negentienjarige dienster, Shimeko Tanabe, door onder invloed van slaappillen in de zee te springen. Shuji werd gered door een vissersbootje, maar Shimeko stierf, wat hem een enorm schuldgevoel gaf. Zijn familie was geschokt door dit voorval, maar kon een politieonderzoek vermijden. Twee maanden later trouwde hij met Hatsuyo Oyama. Achteraf kreeg hij spijt en zei: "Het was een schaamteloze en stomme periode. Ik ging bijna niet naar school en bracht mijn tijd door met naar Hatsuyo te kijken."
Aan de universiteit ontmoette hij de schrijver Masuji Ibuse voor wie hij enorm veel bewondering had. Toen hij veertien was, las hij zijn werk Sanshouo. Shuji begon zijn studies te verwaarlozen en hield er uiteindelijk mee op. Hij begon een karakter te creëren dat in zijn boeken zowel gevoelig als cynisch is: een soort van buitenstaander die door de hypocrisie en de oppervlakkigheid van anderen kon zien. Dit was het begin van zijn leven als schrijver.

### Literair Leven

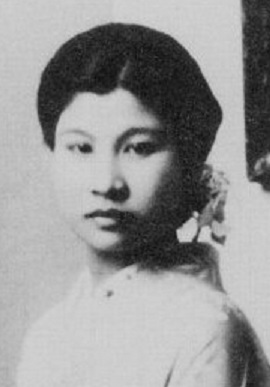
Ishihara Michiko

Onder het pseudoniem Osamu Dazai, begon hij voor het eerst aandacht te trekken in 1933 toen zijn verhalen in verschillende magazines begonnen te verschijnen. Het eerste verhaal dat hij schreef, was Ressha (Trein), zijn eerste experiment met de autobiografische stijl, dat later het grootste kenmerk werd van zijn verhalen. Maar in 1935 begon het duidelijk te worden dat hij niet kon afstuderen. Het lukte hem ook niet om een job als journalist voor een krant in Tokio te krijgen. Hij besloot om zijn laatste boek te schrijven (De laatste jaren) en hing zichzelf op 19 maart 1935 op. Maar hij faalde voor de derde keer.
Drie weken na zijn zelfmoordpoging kreeg hij acute appendicitis en werd gehospitaliseerd. Daar werd hij verslaafd aan Pabinal, een pijnstiller op basis van morfine. Een jaar later werd hij naar een afkickkliniek gestuurd en werd hij gedwongen te stoppen met het innemen van het medicijn. De behandeling duurde een maand, maar uiteindelijk probeerde hij zelfmoord te plegen met zijn vrouw. Ze slikten beiden slaappillen, maar werden allebei wakker, waarna ze scheidden. Hij hertrouwde met de lerares Ishihara Michiko. Hun eerste dochter, Sonoko, werd in juni 1941 geboren.
Tijdens deze periode schreef hij veel kortverhalen en romans, meestal autobiografisch.

### Tijdens Tweede Wereldoorlog
Shuji hoefde tijdens de oorlog met de Verenigde Staten niet in militaire dienst vanwege zijn tuberculose. Zijn werken werden bijna niet meer geaccepteerd omwille van de censuur, maar hij slaagde er toch nog in om een aantal te publiceren. Shuji werd een van de weinige schrijvers die nog interessante werken schreef. Een groot deel van zijn tijdens de Tweede Wereldoorlog geschreven verhalen waren hervertellingen van Ihara Saikaku.
Zijn huis werd tweemaal afgebrand door de Amerikanen, maar zijn familie bleef ongeschonden. Later kreeg hij een zoon, Masaki, geboren in 1944 en een dochter, Satoko, geboren in 1947. Zijn dochter erfde zijn schrijftalent en werd bekend als  Yūko Tsushima. Maar na een tijdje ging het niet meer zo goed tussen hem en zijn vrouw en liep dit huwelijk ook op de klippen.

### Na de Tweede Wereldoorlog

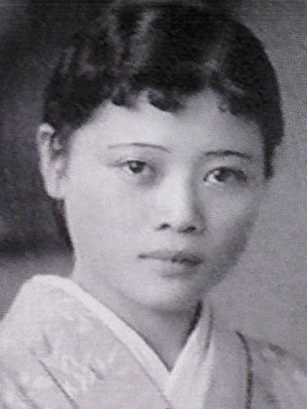
Oota Shizuko

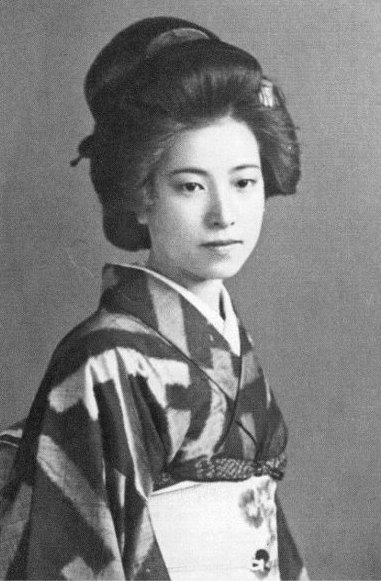
Yamazaki Tomie

Rond deze tijd bereikte hij de piek van zijn carrière. Dit kwam vooral door zijn nieuwe boek Shayo, dat een van zijn bekendste werken werd. Dit boek was gebaseerd op het dagboek van Oota Shizuko. Oota was een grote fan van Dazai en ontmoette hem voor het eerst in 1941. In 1947 beviel ze van zijn dochter Haruko.
Shuji was altijd al een hevige drinker geweest, maar ditmaal werd hij een alcoholicus en verliet hij zijn vrouw en kinderen voor Yamazaki Tomie, een oorlogsweduwe die haar man na tien dagen huwelijk verloren had. Hij trok bij haar in en schreef Ningen Shikkaku.
Op 13 juni 1948 slaagde hij erin zelfmoord te plegen samen met Tomie. Ze verdronken in het Tamagawa-kanaal. Hun lichamen werden op 19 juni 1948 ontdekt. Onderzoekers gaan ervan uit dat het geen zelfmoord was, maar dat hij vermoord werd door Tomie en dat zij zelfmoord pleegde, nadat ze zijn lichaam in het kanaal had gedumpt.

## Schrijfstijl
Het belangrijkste kenmerk van zijn boeken is het ik-vertelperspectief. Zijn verhalen zijn allemaal autobiografisch. Hij schrijft meestal in de vorm van een dagboek of brief. Het meest opvallende aan zijn boeken is het pessimisme, niet verrassend vanwege de vele zelfmoordpogingen. In zijn verhalen wil het hoofdpersonage liever zelfmoord plegen dan verder leven in zijn miezerige bestaan, maar meestal lukt dit niet.

### Belangrijkste Werken
| naam                      | jaar |
| ------------------------- | ---- |
| Bannen                    | 1936 |
| Doke No Hana              | 1937 |
| Nijusseiki Kishu          | 1937 |
| Kyoko No Hoko             | 1937 |
| Ai To Bi Ni Tsuite        | 1939 |
| Joseito                   | 1939 |
| Fugaku Hyakkei            | 1940 |
| Dasu Gemaine              | 1940 |
| Hashire Merosu            | 1940 |
| Onna No Ketto             | 1940 |
| Shin Hamuretto            | 1941 |
| Kojiki Gakusei            | 1941 |
| Kakekomi Uttae            | 1941 |
| Tokyo Hakkei              | 1941 |
| Human Lost (in Japanese)  | 1941 |
| Seigi To Bisho            | 1942 |
| Udaijin Sanetomo          | 1943 |
| Tsugaru                   | 1944 |
| Otogi Zozhi [Fairy Tales] | 1945 |
| Sekibetsu                 | 1945 |
| Shinshaku Shokoku Banashi | 1945 |
| Pandora No Hako           | 1946 |
| Fuyu No Hanabi            | 1946 |
| Kyoshin No Kami           | 1947 |
| Shayo                     | 1947 |
| Biyon No Tsuma            | 1947 |
| Tokatonton                | 1947 |
| Nyoze Gabun               | 1948 |
| Ningen Shikakku           | 1948 |
| Gutto Bai                 | 1948 |

- Bibsys: 90671999
- Biblioteca Nacional de España: XX1247110
- Bibliothèque nationale de France: cb12006510k (data)
- Catàleg d'autoritats de noms i títols de Catalunya: 981058516259906706
- CiNii: DA00535529
- Digitale Bibliotheek voor de Nederlandse Letteren: osam001
- Gemeinsame Normdatei: 118918974
- International Standard Name Identifier: 0000 0001 2118 533X
- Library of Congress Control Number: n81104263
- Nationale Bibliotheek van Letland: 000095995
- MusicBrainz: a8ff9f30-8bf7-4d6b-8beb-d96e46a8b2ad
- Bibliotheek van het Japanse parlement: 00004693
- Nationale Bibliotheek van Tsjechië: jn19990001662
- Nationale bibliotheek van Australië: 36510343
- Nationale Bibliotheek van Israël: 987007313328005171
- Nationale Bibliotheek van Polen: a0000001282164
- Nationale en Universitaire bibliotheek Zagreb: 000218625
- Nederlandse Thesaurus van Auteursnamen: 072279710
- Réseau des bibliothèques de Suisse occidentale: 02-A000047309
- LIBRIS: 183521
- SNAC: w6196sbh
- Système universitaire de documentation: 028177762
- Trove: 1264149
- Virtual International Authority File: 4940744
- WorldCat: E39PBJbRhYX6BjwB666cphw3cP